# San Colombano Belmonte
San Colombano Belmonte es una localidad y comune italiana de la provincia de Turín, región de Piamonte, con 361 habitantes.

## Evolución demográfica
| Gráfica de evolución demográfica de San Colombano Belmonte entre 1861 y 2001 |
|                                                                              |
| Fuente ISTAT - elaboración gráfica de Wikipedia                              |